# Церква Святого Миколая (Подобовець)
Церква Святого Миколая (Подобовець) — тридільна дерев'яна церква бойківського стилю XVIII століття в с. Подобовець, Закарпатської області, пам'ятка архітектури національного значення (№ 1125).

## Історія
Церква побудована в XVII сторіччі. Пізніше, в 1785 році її перенести на теперішнє місце.

## Архітектура
Церква збудована з дубових брусів, які складають два зруби нави і бабинця однієї ширини  та вежу з бароковим багатоярусним звершенням, має засклений відкритий ганок  та двоскатний дах перекритий бляхою. З'єднання брусів у формі "простого замку". Нава має перекриття у формі коробу. Піддашшя розташоване на сторонах церкви та фасаду, який закритий ганком на декоративних різблених стовбчиках, над яким встановлений ярус з аркадою. До того як церква була вкрита бляхою її оббили гонтом. В середині церква оббита фанерою та пофарбована в синій колір. 

## Дзвіниця
Дзвіниця двоярусна, дах та піддашок, оббиті бляхою. Дзвіниця з церквою входить до складу пам'ятки архітектури.

## Див також
- Церква святого Миколи Чудотворця (Ізки);
- Церква Святого Духа (Колочава);
- Церква Введення Пресвятої Богородиці (Розтока);
- Церква Різдва Пресвятої Богородиці (Пилипець).